# Шамони Мон Блан
Шамони Мон Блан (фр. Chamonix-Mont-Blanc), или само Шамони, је насеље и општина у источној Француској у региону Рона-Алпи, у департману Горња Савоја која припада префектури Бонвил. Сам град се налази на 1.035 м надморске висине.
Шамони је познати ски центар, и у њему су одржане прве зимске олимпијске игре 1924. године, а такође је један од најзначајнијих алпинистичких центара на свету, јер се налази у подножју масива Мон Блан.
Шамони је са италијанским градом Курмајор, који се налази на другој страни масива Мон Блана, повезан тунелом Мон Блан дужине 11,6 км који пролази кроз сам масив, а такође и системом гондола (жичара) која прелази преко масива и достиже надморску висину од 3.842 м.

По подацима из 2011. године у општини је живело 8.927 становника, а густина насељености је износила 40,0 | становника/ км². Општина се простире на површини од 245,46 км². Налази се на средњој надморској висини од | метара (максималној 4.807 м, а минималној 995 м).

## Географија

### Клима
| Клима (Шамони Мон Блан)     | Клима (Шамони Мон Блан) | Клима (Шамони Мон Блан) | Клима (Шамони Мон Блан) | Клима (Шамони Мон Блан) | Клима (Шамони Мон Блан) | Клима (Шамони Мон Блан) | Клима (Шамони Мон Блан) | Клима (Шамони Мон Блан) | Клима (Шамони Мон Блан) | Клима (Шамони Мон Блан) | Клима (Шамони Мон Блан) | Клима (Шамони Мон Блан) | Клима (Шамони Мон Блан) |
| Показатељ \ Месец           | .Јан.                   | .Феб.                   | .Мар.                   | .Апр.                   | .Мај.                   | .Јун.                   | .Јул.                   | .Авг.                   | .Сеп.                   | .Окт.                   | .Нов.                   | .Дец.                   | .Год.                   |
| --------------------------- | ----------------------- | ----------------------- | ----------------------- | ----------------------- | ----------------------- | ----------------------- | ----------------------- | ----------------------- | ----------------------- | ----------------------- | ----------------------- | ----------------------- | ----------------------- |
| Апсолутни максимум, °C (°F) | 15,3 (59,5)             | 18,5 (65,3)             | 22,1 (71,8)             | 26 (79)                 | 31,3 (88,3)             | 34 (93)                 | 37,2 (99)               | 36 (97)                 | 31,1 (88)               | 26 (79)                 | 20,2 (68,4)             | 16,5 (61,7)             | 37,2 (99)               |
| Средњи максимум, °C (°F)    | 3,5 (38,3)              | 3,4 (38,1)              | 6,1 (43)                | 13,1 (55,6)             | 17,9 (64,2)             | 23,9 (75)               | 27,4 (81,3)             | 21,4 (70,5)             | 18,8 (65,8)             | 17,9 (64,2)             | 10,7 (51,3)             | 3,7 (38,7)              | 14 (57)                 |
| Просек, °C (°F)             | −2,4 (27,7)             | −1,6 (29,1)             | 0,8 (33,4)              | 6,8 (44,2)              | 11,5 (52,7)             | 15,5 (59,9)             | 19 (66)                 | 15 (59)                 | 13,2 (55,8)             | 11,2 (52,2)             | 5,3 (41,5)              | −0,6 (30,9)             | 7,8 (46)                |
| Средњи минимум, °C (°F)     | −8,4 (16,9)             | −6,7 (19,9)             | −4,4 (24,1)             | 0,5 (32,9)              | 5,2 (41,4)              | 7,2 (45)                | 10,6 (51,1)             | 8,7 (47,7)              | 7,7 (45,9)              | 4,6 (40,3)              | −0,1 (31,8)             | −4,9 (23,2)             | 1,6 (34,9)              |
| Апсолутни минимум, °C (°F)  | −31 (−24)               | −25 (−13)               | −23,2 (−9,8)            | −15 (5)                 | −6 (21)                 | −3,6 (25,5)             | −1,8 (28,8)             | −1,7 (28,9)             | −3,5 (25,7)             | −13 (9)                 | −22 (−8)                | −25 (−13)               | −31 (−24)               |
| [ тражи се извор ]          |                         |                         |                         |                         |                         |                         |                         |                         |                         |                         |                         |                         |                         |

## Демографија
| 1861. | 1901. | 1911. | 1921. | 1946. | 1954. | 1962. | 1968. | 1975. | 1982. | 1990. | 1999. | 2011. |
| ----- | ----- | ----- | ----- | ----- | ----- | ----- | ----- | ----- | ----- | ----- | ----- | ----- |
| 2.304 | 2.729 | -     | 3.040 | -     | 5.699 | -     | -     | 8.393 | -     | 9.701 | 9.813 | 8.927 |

График промене броја становника у току последњих година